# Spilosmylus ceyloniensis
Spilosmylus ceyloniensis är en insektsart som beskrevs av Peter Esben-Petersen 1927. 
Spilosmylus ceyloniensis ingår i släktet Spilosmylus och familjen vattenrovsländor. Inga underarter finns listade i Catalogue of Life.